# Vrydagzynea celebica
Vrydagzynea celebica är en orkidéart som beskrevs av Rudolf Schlechter. Vrydagzynea celebica ingår i släktet Vrydagzynea och familjen orkidéer.
Artens utbredningsområde är Sulawesi. Inga underarter finns listade i Catalogue of Life.